# Mrs. Brown's Boys
Mrs. Brown's Boys é uma sitcom de animação britânica criada por Brendan O'Carroll para a RTÉ One e BBC One em 2011. O'Carroll, além de ser o autor da série, contribui igualmente com as vozes de muitas das personagens. O programa recebeu o prêmio British Academy Television Awards na categoria de melhor série de comédia de situação em 2011.
No mundo anglófono, recebeu extensa repercussão, chegando a ser exibido na Austrália, Dinamarca, Suécia e Nova Zelândia, onde atingiu mais de um milhão de telespectadores. Em 27 de junho de 2014, a Universal Pictures lançou, em parceria com a BBC Films, um filme baseado na história de Mrs. Brown's Boys, Mrs. Brown's Boys D'Movie, protagonizada pelo próprio criador e roteirista.